# دنیل فونسکا
دنیل فونسکا (اسپانیایی: Daniel Fonseca‎؛ زادهٔ ۱۳ سپتامبر ۱۹۶۹) بازیکن فوتبال اهل اروگوئه بود.
از باشگاه‌هایی که در آن بازی کرده‌است می‌توان به باشگاه فوتبال کالیاری، باشگاه فوتبال ریور پلاته، باشگاه فوتبال کومو، باشگاه فوتبال ناسیونال، باشگاه فوتبال یوونتوس، باشگاه فوتبال آ.اس. رم، و باشگاه فوتبال ناپولی اشاره کرد.
وی همچنین در تیم ملی فوتبال اروگوئه بازی کرده‌است.